# Снежки (Сумская область)
Снежки (укр. Сніжки) — село,
Снежковский сельский совет,
Бурынский район,
Сумская область,
Украина.
Код КОАТУУ — 5920986401. Население по переписи 2001 года составляло 634 человека .
Является административным центром Снежковского сельского совета, в который, кроме того, входят сёла
Вишневый Яр,
Молодовка и
Пасевины.

## Географическое положение
Село Снежки находится на правом берегу реки Терн,
выше по течению на расстоянии в 4 км расположено село Хустянка,
ниже по течению на расстоянии в 3 км расположено село Болотовка,
на противоположном берегу — село Могильчино.
По селу протекает пересыхающий ручей с запрудами.
Рядом проходит автомобильная дорога Т-2504.

## История
- Село основано в первой половине XVIII века.
- В селе похоронен Герой Советского Союза Михаил Глушко.

## Экономика
- КСП «Снежки».

## Объекты социальной сферы
- Школа.
- Клуб.